# Wallace Craig
Wallace Craig (* 20. Juli 1876 in Toronto, Ontario, Kanada; † 25. April 1954 in Woods Hole, Falmouth, Massachusetts, Vereinigte Staaten) war ein US-amerikanischer Experimentalpsychologe und Verhaltensforscher. Er entwickelte ein wissenschaftliches Konzept der Verhaltensorganisation und gilt als einer der Begründer der Ethologie. In experimentellen Studien untersuchte Craig, wie Emotionen durch Verhalten zum Ausdruck kommen, wie angeborene und erlernte Verhaltenstendenzen zusammenwirken und wie Lautäußerungen in soziales Verhalten eingebunden sind. Er vertrat eine Auffassung von Verhalten als einem integrierten Prozess, mit evolutionären, motivationalen, erfahrungsbezogenen, sozialen und ökologischen Freiheitsgraden. Diese integrative Perspektive hat zur Ausgestaltung der modernen Verhaltensforschung beigetragen. Craig unterhielt eine intensive Zusammenarbeit mit dem österreichischen Verhaltenspsychologen Konrad Lorenz, mit dem er das Craig-Lorenz Schema  der Verhaltensorganisation entwickelte.

## Leben und  Wirken
Wallace Craig wurde am 20. Juli 1876 in Toronto, Ontario, Kanada, als Sohn von Alexander Craig, einem Schotten aus Edinburgh, der in die Vereinigten Staaten immigriert war, und Marion Brookes, einer Engländerin aus London, geboren. Am 12. Oktober 1904 heiratete er Mima Davis Jenness aus Sheffield.
1895 erlangte Craig den Abschluss an der Hyde Park High School in Chicago, Illinois. Sein Studium an der Universität von Illinois schloss er 1898 als Bachelor of Science und 1901 als Master of Science ab. Im selben Jahr nahm Craig ein Studium bei Charles Otis Whitman auf und promovierte 1908 an der Universität von Chicago, Illinois, mit einer Dissertation über das Verhalten von Tauben.
Craig war an verschiedenen weiterführenden Schulen als Lehrer für Naturwissenschaften tätig (1900, Harlan, Iowa; 1900–01, Fort Collins, Colorado; 1904–05, Coshocton, Ohio). Darüber hinaus wirkte er von 1901 bis 1904 als Universitätsassistent am Lehrstuhl für Zoologie an der Universität von Chicago sowie von 1905 bis 1907 als Psychologie- und Biologielehrer an der State Normal School in Valley City, North Dakota. Von 1903 bis 1906 studierte er am Meeresbiologischen Forschungsinstitut in Woods Hole, Massachusetts.

### Wissenschaftliche Karriere
Nach seiner Promotion erhielt Craig einen Ruf als Philosophieprofessor an der Universität von Maine in Orono (1908–22). In dieser Zeit veröffentlichte er die meisten seiner Abhandlungen über die Grundsätze der Verhaltensorganisation. Dazu zählen eine Reihe von Artikeln, in denen der Ausdruck von Emotionen bei verschiedenen Taubenarten verglichen wird (1909–11), Aufsätze zu endogener Rhythmik und Verhaltenssynchronisation (1916, 1917) sowie konzeptionelle Abhandlungen zu Appetenz und Aversion (1917, 1918) sowie zu Kampfverhalten (1921). Die Umstände, die zur Beendigung seiner Tätigkeit an der Universität von Maine geführt haben, sind nicht genau bekannt. Möglicherweise waren sowohl der fortschreitende Verlust seines Hörvermögens als auch die Unzufriedenheit über die Arbeit im Kollegium sowie über die Forschungsbedingungen maßgeblich.
Craigs berufliche Karriere nach 1922 verlief unbeständig. Dank der Unterstützung des Sozialpsychologen Gordon Allport und James Woods von der Fakultät für Philosophie und Psychologie der Harvard-Universität war er dort bis Mitte der 30er-Jahre in verschiedenen Funktionen tätig, etwa von 1922 bis 1923 als Dozent für Psychologie und von 1923 bis 1927 als Bibliothekar auf dem Gebiet der Biophysik. Bis 1937 gelang es ihm nicht, eine auf Dauer angelegte wissenschaftliche Stellung zu erlangen oder ein Forschungsprogramm zu etablieren. In dieser Zeit lebte Craig gemeinsam mit seiner Frau zwei Jahre in Schottland, der Heimat seines Vaters. Mitte der 30er-Jahre stellte die US-amerikanische Ornithologin Margaret Morse Nice einen Kontakt zu Konrad Lorenz – einem österreichischen Verhaltensforscher – her. Craig und Lorenz begannen einen Briefwechsel zu grundlegenden Begriffen der Verhaltensforschung, so etwa zu Reflex, Instinkt, Taxis, Tropismus, Lernen sowie zu Such-, Appetenz- und Aversionsverhalten. Bis heute wurde keiner dieser Briefe aufgefunden. Nach Darstellung von Lorenz waren sie jedoch – ebenso wie Craigs veröffentlichte wissenschaftliche Arbeiten und insbesondere sein 1918 erschienener Aufsatz zu Appetenz und Aversion – grundlegend für die Herausbildung der Ethologie, und Lorenz bezeichnete Craig später als seinen „Lehrer“. Eine entscheidende Erkenntnis war, dass viele Verhaltensweisen nicht als Reaktion auf einen Sinnesreiz auftreten, sondern eine Suche nach einem Reiz darstellen. Beispielsweise begeben sich Tiere mit zunehmendem Hungergefühl auf eine zunächst ungerichtete Suche nach Nahrung. Erst wenn diese aufgespürt wird, wird eine Reaktion auf den Nahrungsreiz ausgelöst, und die Nahrungsaufnahme erfolgt. Infolge des Lernens, das während dieser Prozesse stattfindet, wird die anfängliche Suchphase immer häufiger durch „begründete Vermutungen“ bestimmt. In einem Aufsatz von 1954 fasst Lorenz diese Auffassung einer dreistufigen Verhaltensorganisation als Craig-Lorenz´sches Schema zusammen. Craig stützte sich dabei auf eine ausgesprochen weit gefasste Definition von Appetenz, wonach diese einen Erregungszustand darstellt, der so lange anhält, wie eine bestimmte Reizsituation, die als angestrebter Reiz bezeichnet werden kann, nicht gegeben ist. Tritt die angestrebte Reizsituation schließlich ein, wird eine Endhandlung ausgelöst, durch die das Appetenzverhalten aufhört und von einem Zustand verhältnismäßiger Ruhe abgelöst wird. Aversion hingegen definiert Craig als einen Erregungszustand, der solange anhält, wie ein bestimmter Reiz – der sogenannte Störungsreiz – vorhanden ist, der jedoch abklingt, sowie dieser Reiz nicht mehr auf die Sinnesorgane einwirkt. Monika Holzapfel, eine Studentin von Lorenz, erweiterte diese Begriffe und interpretierte Ruhezustände als Ziel von Appetenzhandlungen (Holzapfel, 1940). Im Rahmen seiner Theorie zu Appetenz und Aversion bezeichnete Craig Aggression in einem Aufsatz von 1921 als Aversion, wohingegen Lorenz diese als Appetenz auffasste (Lorenz, 1966).
Ab 1937 war Craig zeitweise als Ornithologe am New York State Museum, State University von New York, Albany, tätig und wurde dabei vom Direktor dieser Einrichtung, Charles C. Adams, gefördert. Mit Beendigung dieser Tätigkeit stellte Craig auch seine Monografie zur Organisation und Psychologie des Vogelgesanges fertig (1943). Diese Monographie enthält eine Einführung von Adams und, obgleich wissenschaftlichen Charakters, ein ungewöhnliches Vorwort von Craig selbst, das an junge künftige Ornithologen gerichtet ist. Adams, der Craig bereits seit dessen Studentenzeiten kannte und förderte, erwähnt in seiner Einführung, dass Craig schon seit seiner Jugend ein Interesse für Vögel und Vogelgesang und eine musikalische Neigung für Violine und Flöte aufwies.
Mit Jahresstipendien von der American Philosophical Society (1944, 1945 und 1948) und der Ernennung zum wissenschaftlichen Mitarbeiter (1944–47, gefördert von E.G. Boring und Gordon Allport) kehrte Craig an die Harvard-Universität zurück und arbeitete an seiner Abhandlung „The space system of the perceiving self“. Ein 127-seitiges Manuskript zu vier Kapiteln dieser Abhandlung, das Craig laut einem Briefwechsel mit Boring an die American Philosophical Society gesandt hatte, bleibt bis heute verschwunden.
1947 erfolgte Craigs Emeritierung an der Harvard-Universität. 1953 zog er nach Woods Hole, Massachusetts, wo er am 25. April 1954 starb.

## Würdigung
Im Rückblick kann Craig wohl als einer der bedeutenden Verhaltensforscher des 20. Jahrhunderts betrachtet werden. Die Gründe, weshalb seine Erkenntnisse – bis auf einige Ausnahmen – bei seinen Zeitgenossen keinen stärkeren Widerhall fanden und ihm keine dauerhafte wissenschaftliche Bekanntheit einbrachten, bleiben Gegenstand weiterer Erörterungen.

## Veröffentlichungen von Wallace Craig
- 1902. Song in birds. Science, 15, 590–592.
- 1902. Ecology. Science, 15, 793.
- 1908. The voices of pigeons regarded as a means of social control. American Journal of Sociology, 14, 86–100.
- 1909. The expressions of emotion in the pigeons: I. The blond ring dove. Journal of Comparative Neurology, 19, 29–80.
- 1911a. Oviposition induced by the male in pigeons. Journal of Morphology, 22, 299–305.
- 1911b. The expressions of emotion in the pigeons: II. The mourning dove. Auk, 28, 398–407.
- 1911c. The expressions of emotion in the pigeons: III. The passenger pigeon. Auk, 29, 408–427.
- 1912a. Pigeons do not carry their eggs. Auk, 29, 392–393.
- 1912b. Observations on doves learning to drink. Journal of Animal Behavior, 2, 273–279.
- 1912c. Behavior of the young bird in breaking out of the egg. Journal of Animal Behavior, 2, 296–298.
- 1913a. The stimulation and the inhibition of ovulation in birds and mammals. Journal of Animal Behavior, 3, 215–221.
- 1913b. Recollections of the passenger pigeon in captivity. Bird Lore, 93–99.
- 1914. Male doves reared in isolation. Journal of Animal Behavior, 4, 121–133.
- 1916. Synchronism in the rhythmic activities of animals. Science, 44, 784–786.
- 1917. On the ability of animals to keep time with an external rhythm. Journal of Animal Behavior, 7, 444–448.
- 1917. Appetites and aversions as constituents of instincts. Proceedings of the National Academy of Sciences (USA), 3, 685–688.
- 1918. Appetites and aversions as constituents of instincts. Biological Bulletin, 34, 91–107.
- 1919. Tropisms and instinctive activities. Psychological Bulletin,16, 151–159.
- 1920. Tropisms and instinctive activities. Psychological Bulletin, 17, 169–178.
- 1921. Why do animals fight? International Journal of Ethics, 31, 264–278.
- 1922. A note on Darwin's work on the expression of the emotions in man and animals. Journal of Abnormal and Social Psychology,16, 256–266.
- 1924. The dog as a detective. Scientific Monthly, IS, 38–47.
- 1926. The twilight song of the wood pewee: A preliminary statement. Auk, 43, 150–152.
- 1926. Request for the data on the twilight song of the wood pewee. Science, 63, 525.
- 1933. The music of the wood pewee's song and one of its laws. Auk, SO, 174–178.
- 1943. The song of the wood pewee Myiochanes virens Linnaeus: A study of bird music. New York State Museum Bulletin No. 334. Albany: University of the State of New York.
- 1944. The twilight ceremonies of horseflies and birds. Science, 99, 125–126.